# Bulevardul Tomis din Constanța
Bulevardul Tomis este cel mai cunoscut și cel mai lung bulevard din Constanța. Începe în Piața Ovidiu și se îndreaptă către nord-vest, străbătând cartierele Peninsulă, Centru, Tomis I, Tomis II, Tomis III, Anadalchioi și Tomis Nord ale trupului principal al Constanței, constituind, apoi, ieșirea către Ovidiu, transformându-se în drumul național DN2A - drumul european E60. În extravilanul Constanței, separă Palazu Mare, în est, de noile trupuri Boreal și Tomis Plus. Denumirea inițială a fost aceea de Bulevardul Carol, în onoarea regelui Carol I, denumire ce a fost schimbată în cea actuală de către regimul comunist. 
 Acest articol despre o localitate din județul Constanța este deocamdată un ciot. Puteți ajuta Wikipedia prin completarea lui.